# Vuolimus Palddokjavri
Vuolimus Palddokjavri eller Paltojävri är en sjö i Finland. Den ligger i kommunen Utsjoki i landskapet Lappland, i den norra delen av landet, 1 100 km norr om huvudstaden Helsingfors. Paltojävri ligger 210,6 meter över havet. Arean är 16,6 hektar och strandlinjen är 1,99 kilometer lång. Sjön  ingår i Tana älvs huvudavrinningsområde.   Omgivningarna runt Vuolimus Palddokjavri är i huvudsak ett öppet busklandskap.